# Nadezhda Yevstiujina
Nadezhda Aleksándrovna Yevstiujina –en ruso, Надежда Александровна Евстюхина– (Balashija, URSS, 27 de mayo de 1988) es una deportista rusa que compitió en halterofilia.
Participó en dos Juegos Olímpicos de Verano, en los años 2008 y 2012, obteniendo una medalla de bronce en Pekín 2008, en la categoría de 75 kg; medalla que perdió posteriormente por dopaje.
Ganó seis medallas en el Campeonato Mundial de Halterofilia entre los años 2006 y 2014, y tres medallas en el Campeonato Europeo de Halterofilia entre los años 2010 y 2013.

## Palmarés internacional
| Juegos Olímpicos   | Juegos Olímpicos                | Juegos Olímpicos  | Juegos Olímpicos |
| Año                | Lugar                           | Medalla           | Categoría        |
| ------------------ | ------------------------------- | ----------------- | ---------------- |
| 2008               | Pekín (China)                   | DSC               | 75 kg            |
| Campeonato Mundial |                                 |                   |                  |
| Año                | Lugar                           | Medalla           | Categoría        |
| 2006               | Santo Domingo (Rep. Dominicana) | Medalla de plata  | 75 kg            |
| 2007               | Chiang Mai (Tailandia)          | Medalla de bronce | 75 kg            |
| 2010               | Antalya (Turquía)               | Medalla de bronce | 75 kg            |
| 2011               | París (Francia)                 | Medalla de oro    | 75 kg            |
| 2013               | Breslavia (Polonia)             | Medalla de oro    | 75 kg            |
| 2014               | Almaty (Kazajistán)             | Medalla de oro    | 75 kg            |
| Campeonato Europeo |                                 |                   |                  |
| Año                | Lugar                           | Medalla           | Categoría        |
| 2010               | Minsk (Bielorrusia)             | Medalla de plata  | 75 kg            |
| 2011               | Kazán (Rusia)                   | Medalla de oro    | 75 kg            |
| 2013               | Tirana (Albania)                | Medalla de oro    | 75 kg            |